# Albert Deffeyes

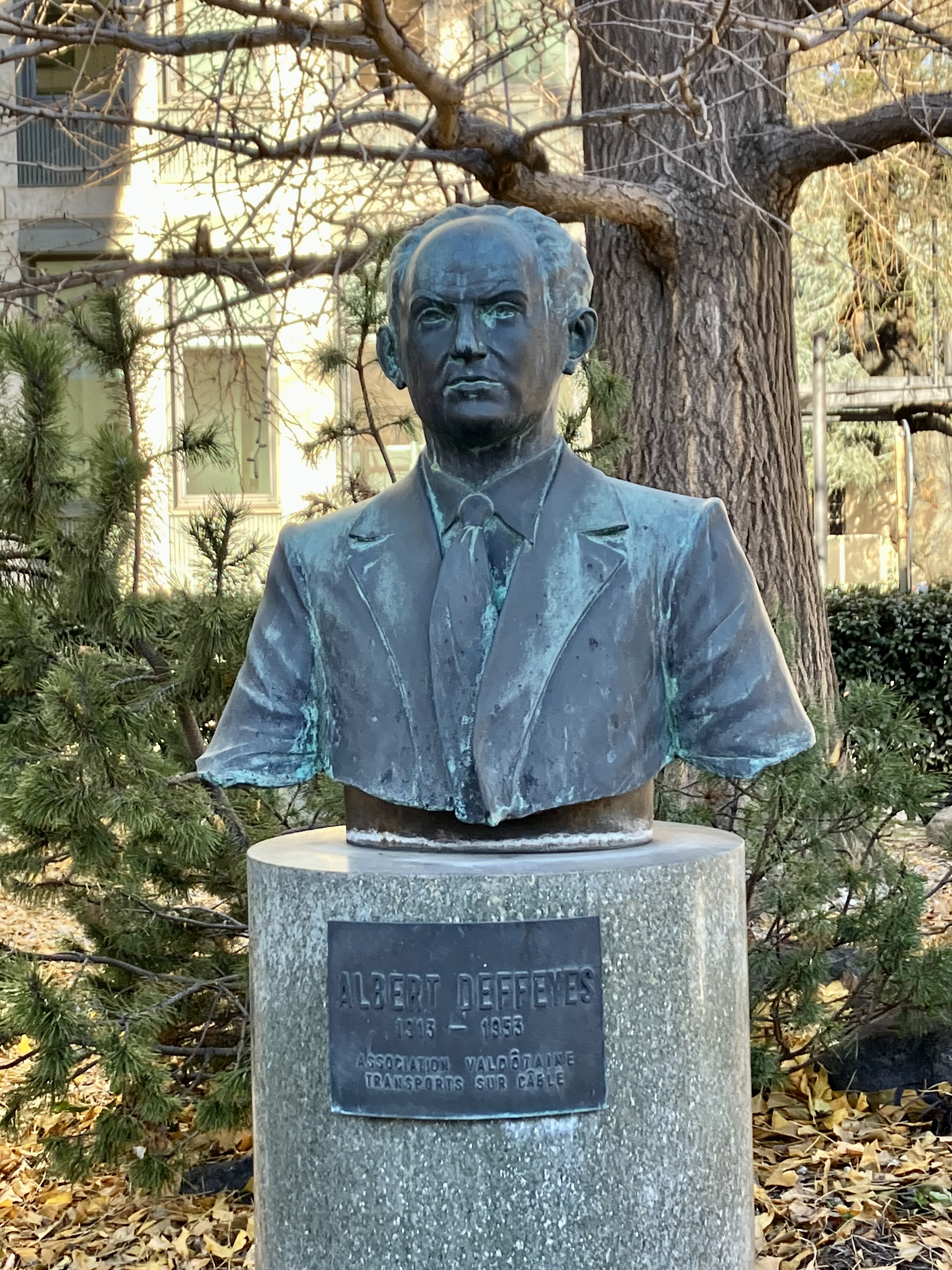
Busto di Albert Deffeyes, sulla piazza omonima.

Albert Deffeyes (pron. fr. AFI: [albɛʁ defɛj]) (Aosta, 25 gennaio 1913 – Aosta, 22 marzo 1953) è stato un partigiano e politico italiano, tra i principali sostenitori della causa valdostana.

## Biografia
Originario di Étroubles, nasce ad Aosta il 25 gennaio 1913. Aderisce nel 1927 alla società antifascista valdostana La jeune Vallée d'Aoste. È internato in Svizzera dal 1943 al 1945. Il 13 settembre 1945 è fra i fondatori dell'Union Valdôtaine. Dal 1945 al 1948 è direttore dell'organo L'Union Valdôtaine, dal 1946 al 1948 consigliere comunale ad Aosta, e dal 1947 al 1947 provveditore agli studi della Regione. Eletto consigliere regionale nel 1949, il 21 maggio successivo è nominato assessore regionale al turismo, antichità e belle arti. Morì ad Aosta il 22 marzo 1953.

## Omaggi
La piazza del Palazzo Regionale di Aosta porta il suo nome, così come un rifugio nel vallone di La Thuile. Sempre ad Aosta gli è stato eretto un busto all'angolo fra via Jean-Boniface Festaz e via Piave. Gli è stata dedicata una via a Étroubles.